# Matelea corynephora
Matelea corynephora är en oleanderväxtart som beskrevs av Krings. Matelea corynephora ingår i släktet Matelea och familjen oleanderväxter. Inga underarter finns listade i Catalogue of Life.